# Hungerschwarm
Als Hungerschwarm oder Bettelschwarm wird in der Imkerei ein Bienenschwarm bezeichnet, der aufgrund des Hungerdrucks und damit außerhalb der üblichen Schwarmzeit ausfliegt. Der Schwarm enthält eine begattete Königin.
Das Ausschwärmen geschieht in der Regel im Spätherbst oder im sehr frühen Frühjahr, wenn nicht ausreichend Nahrung vorhanden ist und keine ausreichende Zufütterung durch den Imker erfolgt. Neben Hunger kann auch ein hoher Parasitendruck im Bienenstock, vor allem durch Varroamilben, ein Ausschwärmen außerhalb der Schwarmzeit auslösen.
Nach dem Ausfliegen des Schwarms sind die Regeln des Bienenrechts maßgeblich.